# مجمع‌الجزایر سیلی
مجمع‌الجزایر سیلی (کرنوالی: Syllan) مجموعه‌ای از چندین جزیره متعلق به بریتانیا است که در جنوب غربی این کشور در اقیانوس اطلس قرار دارد.
این مجمع‌الجزایر که از ۵ جزیره اصلی و ۱۴۰ جزیره کوچک تشکیل شده است، مساحت آن ۱۶٫۰۳ کیلومتر مربع، جمعیت آن ۲۱۵۳ نفر (۲۰۱۱) می‌باشد و جزئی از شهرستان کورنوال محسوب می‌شوند.